# Armentières-sur-Ourcq
Armentières-sur-Ourcq település Franciaországban, Aisne megyében. Lakosainak száma 98 fő (2022. január 1.). Armentières-sur-Ourcq Brécy, Breny, Coincy, La Croix-sur-Ourcq, Nanteuil-Notre-Dame, Oulchy-le-Château és Rocourt-Saint-Martin községekkel határos.

## Népesség
A település népességének változása:
| Lakosok száma | 76   | 74   | 85   | 101  | 108  | 106  | 103  | 102  | 101  | 98   |
|               | 1968 | 1982 | 1990 | 2006 | 2013 | 2015 | 2017 | 2019 | 2020 | 2022 |